# Kartoffelpuffer

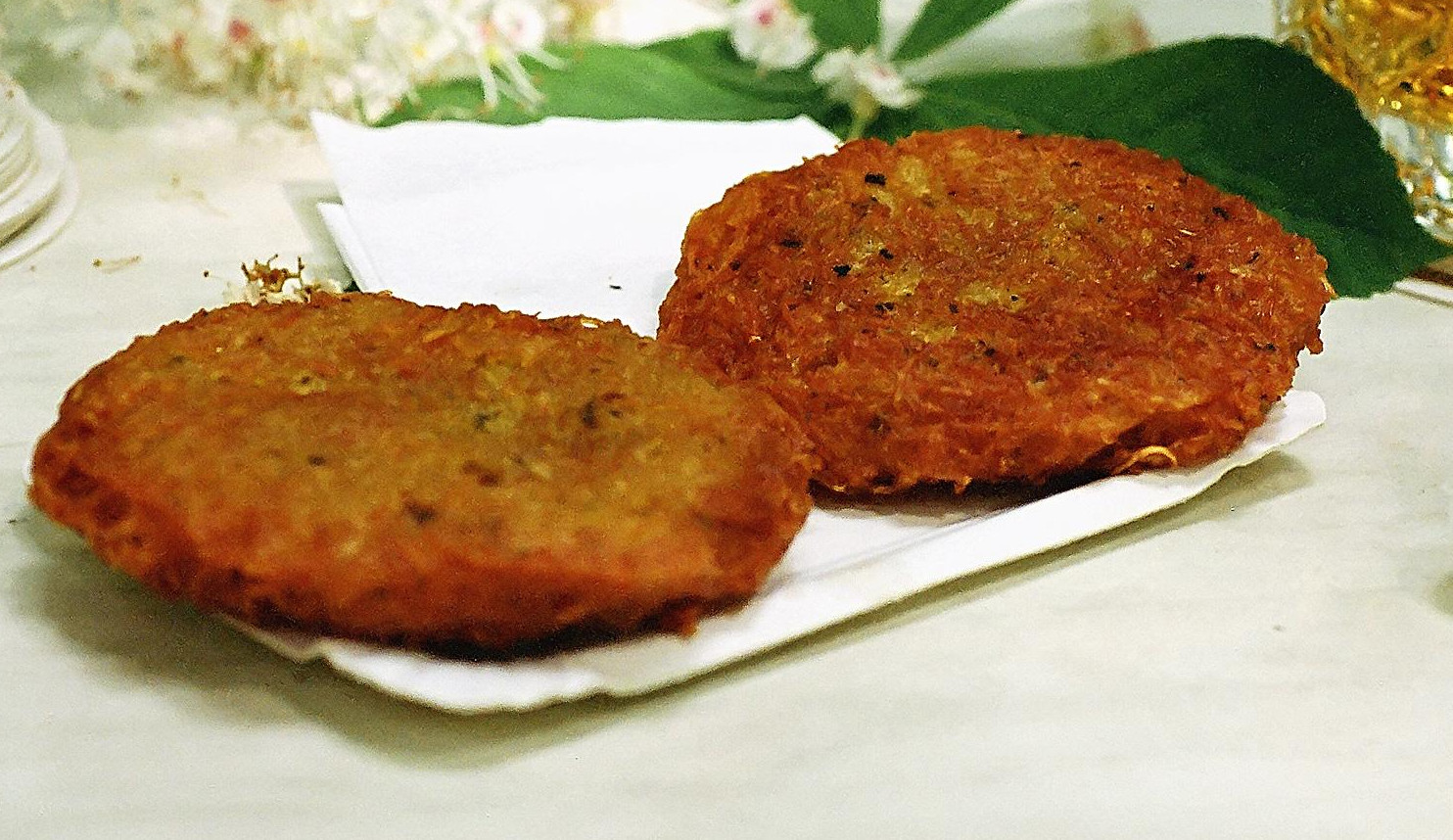
Kartoffelpuffer

Als Kartoffelpuffer (auch verkürzt Puffer), Kartoffelpfannkuchen, Reiberdatschi oder Reibekuchen bezeichnet man einen gebackenen Kartoffelfladen. Kartoffelpuffer werden als eigenständiges Gericht, Sättigungsbeilage oder als Bestandteil für andere Speisen verwendet.

## Begriff und Synonyme
Es sind eine Vielzahl an alternativen Bezeichnungen üblich. Sie beziehen sich häufig auf die Zutat Kartoffeln oder die Vorbereitung Reiben. Der Begriff Puffer leitet sich von puffen für das Aufgehen beim Backen oder das Geräusch Puffen beim Backen ab.
- Kartoffelpuffer: Begriffsbestandteil Erdäpfel-, Härdöpfel-, Grombeere- und Grundbirne für Kartoffel.[2]
- Reibekuche, auch Rheinische Reibekuchen,[5] Reibe(r)datschi in Bayern südlich der Donau, Reibeplätzchen in Westfalen.[2]
- Pfannkuchen und Pannekuchen in Westdeutschland als Namensbestandteil üblich, z. B. Kartoffelpfannkuchen und Grombeerpannekuchen.[2]
- In der Eifel und der Region Köln benutzt man außerdem die Begriffe Kröbbelche, Krebbelche und Riefkooche.[6]
- Härdöpfeltätschli und Tätsch in der Schweiz für verschiedene flache Speisen.[7]
- Dotsch und Detscher in Nordbayern, Thüringen und Osthessen wie Dätschi für das Geräusch beim Bearbeiten des Teiges ähnlich p(l)atsch, klatsch und Matsch.[2]
- Backes (Baggers) als Synonym in Franken.[2]
- Klitscher insbesondere in Sachsen.[2]
- Fratzen im Erzgebirge.
- Bambes im Vogtland (Variante mit Buttermilch).[8]
- Latkes als Gericht der jüdischen Küche werden ausschließlich in Pflanzenöl gebraten, typische Speise zu Chanukka. Ableitungen davon Placki und Wegierskie in der polnischen Küche.[5]
- In begrenzten Bereichen in Ostwestfalen (um Löhne) heißen die Reibekuchen auch Pickert. In Löhne gibt es eine Straße namens Pickertweg.
- Grumbeerkichelcher im Saarland.

## Zubereitung

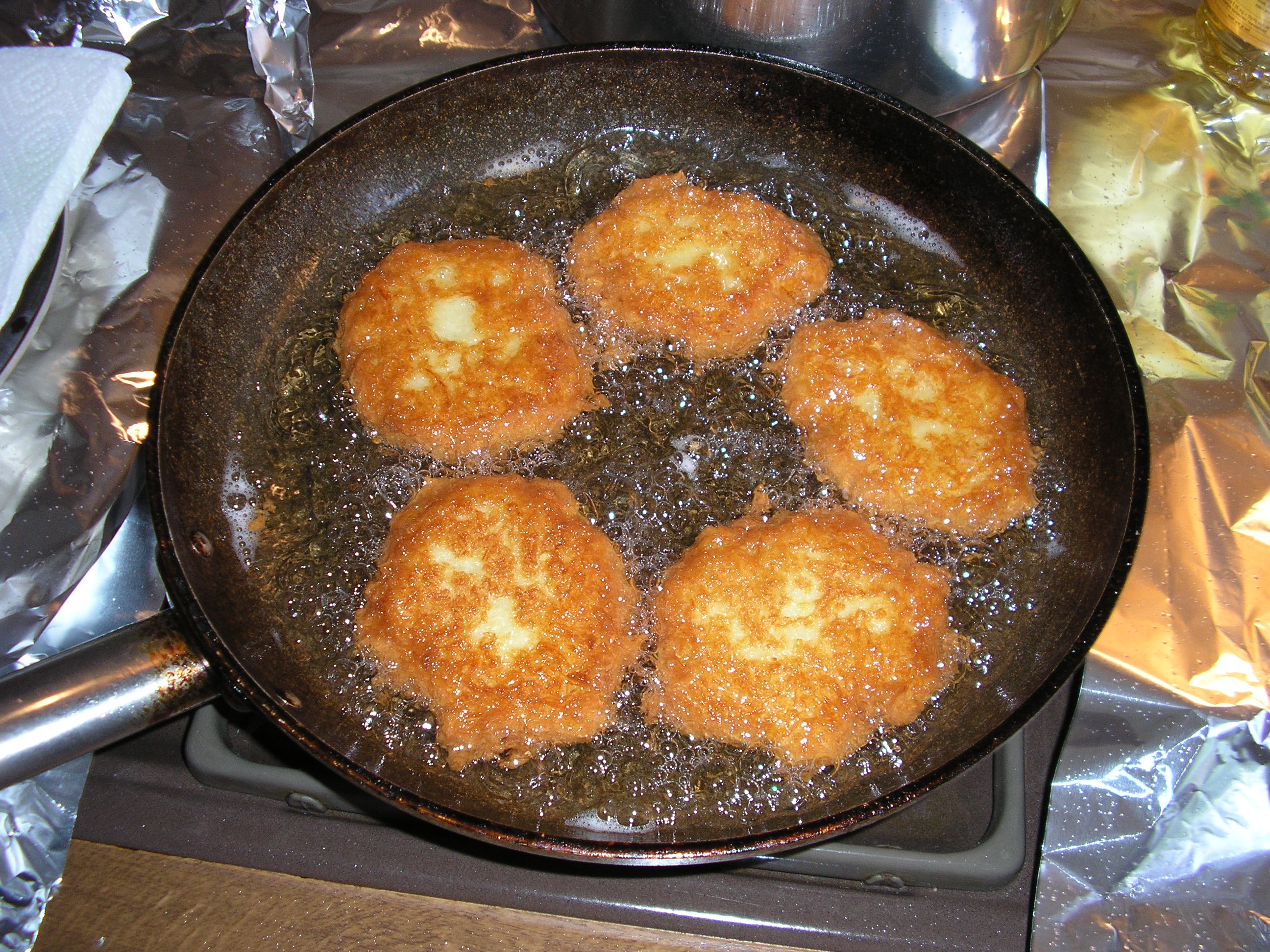
Puffer beim Backen bzw. Braten

Grundsätzlich wird das Gericht aus rohen geschälten Kartoffeln und Zwiebeln zubereitet. Diese werden je nach Rezept grob bis fein gerieben. Nachdem diese Kartoffelmasse ausgedrückt wurde, wird sie mit Mehl, Salz und Ei vermischt. Teilweise werden die Eier getrennt, und das Eiklar als Eischnee untergehoben. Typische Gewürze sind Salz, Muskat und Petersilie. Die Masse wird löffelweise in heißes Schmalz, Butterschmalz oder Speiseöl gegeben und als Plätzchen knusprig ausgebraten. Bei der Zugabe von Speck- und Zwiebelwürfeln ist nur die Bezeichnung Reibekuchen üblich. Typische Beilagen sind Zucker (ggf. mit Zimt) und Apfelmus oder Sauerkraut und Blattsalat.
Alternativ wird die Kartoffelmasse nicht ausgepresst, und die beim Reiben entstandene Flüssigkeit mit Mehl oder Haferflocken gebunden. Bei Rheinischen Reibekuchen wird die Kartoffelstärke von der Flüssigkeit getrennt und der Masse hinzugefügt. Alternativ verwendet man Speisestärke. Für diese ist auch der Verzehr mit Zuckerrübensirup üblich. Optional werden auch Quark und andere Gewürze verwendet.

## Varianten
- Pillekuchen im Bergischen Land: dickere Variante aus derselben Masse. Ein ähnliches Gericht in Westfalen bezeichnet man als Leineweber. Für die Masse verwendet man jedoch Pellkartoffeln.[5]
- Rauchemaad und Getzen aus dem Erzgebirge sind ein dem Kartoffelpuffer ähnliches Gericht.
- Raggmunk ähneln dem Kartoffelpuffer, werden aber mit Bacon und Preiselbeermarmelade serviert.[11]